# Tei Shi

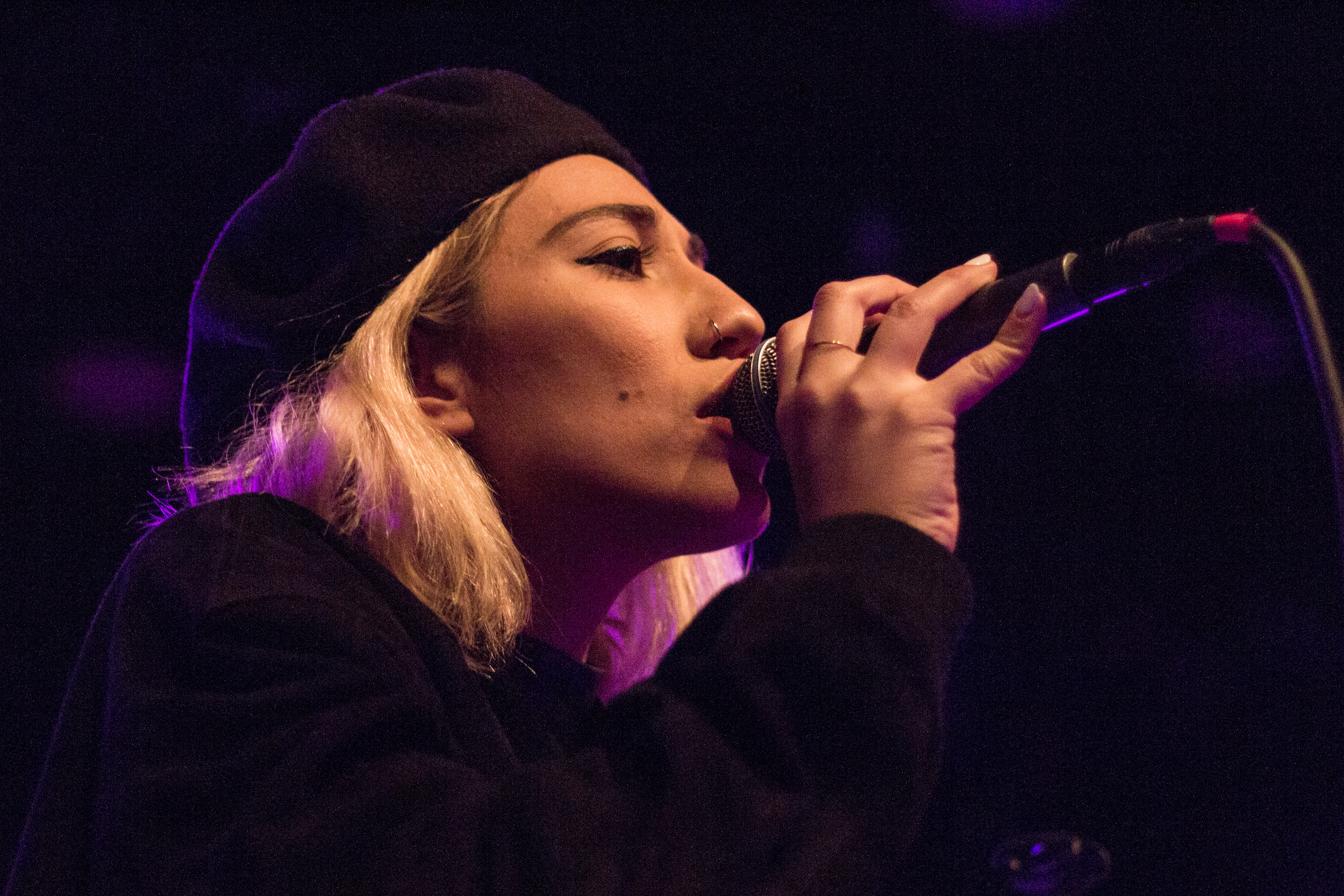
Tei Shi in Amsterdam (2015)

Valerie Teicher (* 4. Oktober 1990 in Buenos Aires; bekannt unter ihrem Künstlernamen Tei Shi) ist eine in den Vereinigten Staaten lebende argentinische Sängerin mit kolumbianischen Wurzeln im Bereich des Indie-Pop, Alternative R&B und Synthiepop sowie Songwriterin und Musikproduzentin.

## Leben
Valerie Teicher wurde in einem Vorort von Buenos Aires, Argentinien, geboren. Ihre Eltern stammen aus Kolumbien, Teicher ist jedoch gebürtige Argentinierin. Die ersten Lebensjahre verbrachte sie u. a. auch in Bogotá. Nach ihrem Schulabschluss zog sie gemeinsam mit ihren Eltern nach Vancouver, siedelte später in die Vereinigten Staaten nach Boston über und besuchte dort für etwa drei Jahre das Berklee College of Music. Nach Abschluss des College zog sie nach New York City und wohnte für etwa zwei Jahre im Stadtteil Brooklyn. Seit 2014 lebt sie in Chinatown in Manhattan.

## Musikalische Karriere
Ihre musikalische Karriere begann 2013 mit der Veröffentlichung ihrer ersten Promosingle M&Ms, die auch später auf der ersten EP Saudade erschien. 
Am 1. November 2013 folgte nach M&Ms die zweite Promosingle Nevermind the End, die vom Musiklabel Self-released veröffentlicht wurde.
Am 12. November veröffentlichte Teicher ihre erste EP Saudade. An der Produktion beteiligt war auch Gianluca Buccellati, eine ihrer Freundinnen, die sie während ihres Studiums in Boston kennen gelernt hatte, und die sie beim Schreiben der Liedtexte und der Komposition sowie beim Einspielen der Lieder unterstützte.
Die darauf enthaltenen Tracks M&Ms, Nevermind the End und Nature vs. Nuture erschienen schon vorher als Demosingles.
Anfang Januar 2014 erschien mit der Single Adder(f)all Teichers erste Single aus Saudade. Im Februar folgte mit Nevermind the End die zweite Single. Das dazugehörige Musikvideo brachte sie im März heraus.
Im selben Monat nahm Teicher zusammen mit der US-amerikanischen Band Glass Animals den Song Holiest auf. Es folgten weitere Zusammenarbeiten mit anderen Künstlern, darunter Arrest Me mit Shy Girls, Best On mit Luca sowie No Angel mit Buccellati, ein Cover der Sängerin Beyoncé.
Diese Coverversion erschien auf keiner EP, sondern wurde von Teicher selbst als Solosingle veröffentlicht.
Am 14. April 2015 sollte ihre zweite EP Verde herausgebracht werden, dieser Termin wurde jedoch aufgrund Mängel und nachfolgender Verbesserungen auf den 5. Mai 2015 verschoben. Verde wurde nicht von Teicher selbst, sondern von den Labels Double Denim Records und Caroline Australia freigegeben.
Die EP enthält drei neue Lieder, darunter Bassically, welches hohe Klickzahlen auf den Internetplattformen YouTube und Spotify verzeichnete und der Sängerin zu einem größeren Bekanntheitsgrad verhalf.
Das Musikvideo zu Bassically veröffentlichte Teicher am 11. Februar 2015; die Dreharbeiten wurden unter der Leitung von Nicolas Pesce durchgeführt.
Die zweite Single mit dem Titel See Me und das in Bogotá gedrehte Musikvideo kamen am 20. August 2015 auf den Musikmarkt. Als dritte und letzte Single erschien Get It am 8. Dezember 2015; das dazugehörige Video wurde am selben Datum veröffentlicht.
Im Juni 2015 trat sie auf dem alljährlich stattfindenden Festival Electric Forest Festival auf. Im April 2016 war Teicher auf dem
Coachella Valley Music and Arts Festival zu sehen und sang im Vorprogramm von Years & Years, Jungle und Grimes.
Ihr erstes Studioalbum Crawl Space veröffentlichte Teicher am 31. März 2017 über das Label Downtown Records. Mit Keep Running erschien die erste Auskopplung aus Crawl Space, von welcher später noch zwei verschiedene Remixe veröffentlicht wurden. Als zweite und dritte Single kamen How Far und Justify auf den Markt.
Am 18. Juli 2019 erschien die Single Red Light.

## Diskografie
Alben
- 2017: Crawl Space
- 2019: La Linda
- 2024: Valerie

EPs
- 2013: Saudade
- 2015: Verde
- 2020: Die 4 Ur Love
- 2023: Bad Premonition

Singles
- 2013: M&Ms
- 2013: Nevermind the End
- 2013: Nature vs. Nuture
- 2014: Adder(f)all
- 2014: Bassically
- 2014: See Me
- 2017: Keep Running
- 2017: How Far
- 2017: Justify
- 2017: Say You Do
- 2019: Red Light

Featurings
- 2014: Holiest (feat. Glass Animals)
- 2015: Arrest Me (feat. Shy Girls)
- 2015: Best On (feat. Luca)
- 2018: Hope (feat. Puff Daddy & Blood Orange)